# پیتر ابلینگر
پیتر ابلینگر (زاده ۱۵ مارس ۱۹۵۹ – ۱۷ آوریل ۲۰۲۵) آهنگساز و استاد دانشگاهی اتریشی بود، ابلینگر در ۱۵ مارس ۱۹۵۹ در شوانسنستات در اتریش به دنیا آمد. او در سال ۱۹۸۲ در برلین اقامت گزید. تمرکز او بر موسیقی تجربی مانند مجموعه‌ای از آثار به نام سفید / مایل به سفید، از جنبه‌های مختلف نویز بود. او یک گروه موسیقی تأسیس و رهبری کرد، جشنواره‌هایی را اداره کرد و در تأسیس یک انتشارات مشارکت داشت. او در سطح بین‌المللی، از جمله در دانشگاه موسیقی و هنرهای نمایشی گراتس و دانشگاه هادرزفیلد، تدریس کرد.
او در رشته گرافیک شرکت اچ تی ال کار کرد و از سال ۱۹۷۷ تا ۱۹۸۲ در گراتس پیانو جاز خواند. ابلینگر همچنین آهنگسازی را نزد گوستا نویورث در گراتس و رومن هاوبنستاک راماتی در وین آموخت. او از سال ۱۹۸۲ در برلین زندگی می‌کند.
در ماه مه ۲۰۱۲، ابلینگر به عنوان عضو جدید آکادمی هنر، برلین منصوب شد.

## زندگی و حرفه
ابلینگر در مدرسه گرافیک -اچ‌تی‌ال در لینتس تحصیل کرد و از سال ۱۹۷۷ تا ۱۹۸۲ در گراتس پیانوی جاز آموخت. او همچنین آهنگسازی را نزد گوستا نویویرث در گراتس و رومن هاوبنشتوک-راماتی در وین آموخت. از سال ۱۹۸۲ به بعد، او در برلین زندگی کرد و در آنجا در مدرسه موسیقی کرویتسبرگ موسیقی تجربی و بداهه‌نوازی تدریس کرد. او در سال ۱۹۸۸ گروه تفاوت‌های ظریف را در آنجا تأسیس کرد و تا سال ۲۰۰۷ رهبری آن را بر عهده داشت.

## درگذشت
ابلینگر در ۱۷ آوریل ۲۰۲۵، در سن ۶۶ سالگی درگذشت.